# Чајна Лејк Ејкерс (Калифорнија)
Чајна Лејк Ејкерс (енгл. China Lake Acres) насељено је место без административног статуса у америчкој савезној држави Калифорнија.

## Демографија
По попису из 2010. године број становника је 1.876, што је 115 (6,5%) становника више него 2000. године.
| Група             | 2000.         | 2010.         |
| Белци             | 1.493 (84,8%) | 1.482 (79,0%) |
| Афроамериканци    | 22 (1,2%)     | 35 (1,9%)     |
| Азијати           | 15 (0,9%)     | 16 (0,9%)     |
| Хиспаноамериканци | 165 (9,4%)    | 265 (14,1%)   |
| Укупно            | 1.761         | 1.876         |